# Ligadura (cirurgia)

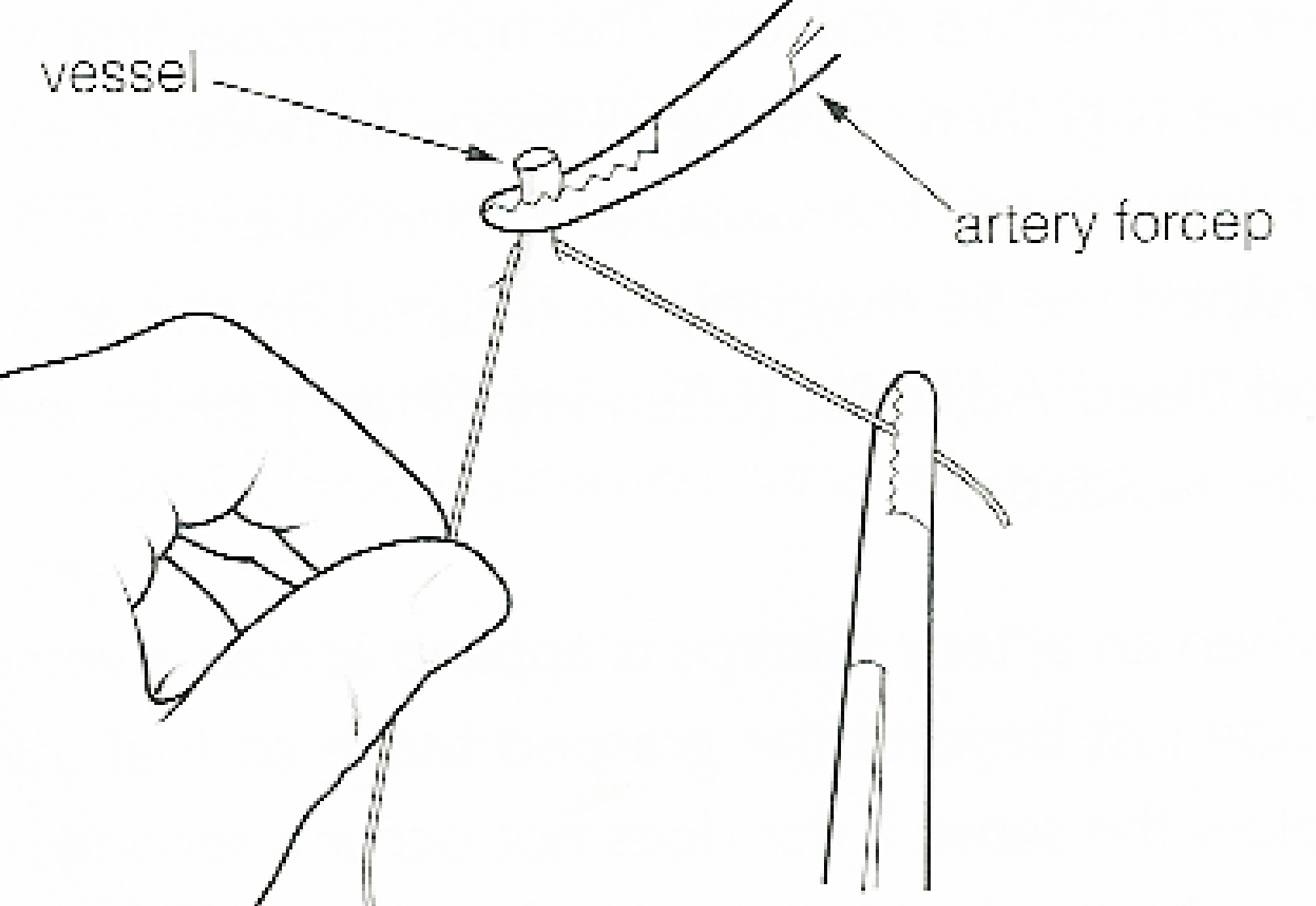
Ligadura em vaso roto.

Ligadura, ou laqueação é o processo cirúrgico de amarração de uma estrutura oca, mais frequentemente vasos sanguíneos, com fios cirúrgicos. É um tipo de hemostasia ou hemostase definitiva, ou seja, interrompe definitivamente o lúmen ou "luz" da estrutura oca, que pode ser um vaso sanguíneo, mas é também utilizado em outras estruturas, como a uretra e a tuba uterina (antigamente chamada de trompa de Falópio), em que o objetivo não é necessariamente  a interrupção do fluxo sanguíneo.  Os outros tipos de hemostasia definitiva são cauterização, sutura, obturação e tamponamento. É um procedimento utilizado no tratamento de hemorragia aguda por ataque direto ao vaso.